# آدمیر مهمدی
آدمیر مهمدی (آلبانیایی: Admir Mehmedi؛ زاده ۱۶ مارس ۱۹۹۱) بازیکن فوتبال اهل سوئیس است.
وی همچنین در تیم ملی فوتبال سوئیس بازی کرده‌است.